# Chidinma
Chidinma Ekile (née le 2 mai 1991), plus connue sous son nom de scène de Chidinma, est une chanteuse et auteure-compositrice nigériane.
En 2010, sa cote de popularité augmente lorsqu'elle remporte la troisième saison de Project Fame West Africa. À la suite de la sortie du clip vidéo de son single Emi Ni bling bling, elle devient la première chanteuse à avoir atteint la première place du Classement des meilleures chansons Naija de MTV Base. En 2011, elle sort son premier single solo Jankoliko featuring Sound Sultan. Son premier album studio intitulé Chidinma a été diffusé par le biais de la plateforme de musique Spinlet. Il a été porté par les singles Jankoliko, Carry You Go, Kedike et Run Dia Mouth. L'album comprend des apparitions de Sound Sultan, Tha Suspect, Olamide et Muna. Lors de l'édition 2012 des Kora Awards, Chidinma remporte le titre de Meilleure artiste féminine en Afrique de l'Ouest et exécute le titre Kedike lors de la cérémonie.

## Jeunesse, études, et image publique
Chidinma Ekile, sixième enfant d'une famille qui en compte sept, est née à Ketu, Kosofe, dans l'État de Lagos au Nigéria,  de parents originaires de l'État d'Imo. Elle a travaillé comme promotrice à Lagos avant d'auditionner pour la troisième saison de Project Fame West AFrica. Chidinma a commencé à chanter à l'âge de 6 ans, et a grandi avec un père rigoureux quand il s'agissait de discipline. A 10 ans, elle rejoint la chorale de son église. Elle a fréquenté l'école primaire et secondaire de Ketu avant de déménager à Ikorodu avec sa famille. Chidinma étudie actuellement la sociologie à l'Université de Lagos. Elle a d'abord voulu étudier la communication de masse avant d'annuler son entrée dans cette université en raison de sa participation au Project Fame West Africa. Dans une interview accordée à YNaija, Chidinma affirme qu'elle a toujours pris ses études au sérieux, et que sa décision de s'inscrire à l'Université de Lagos était inévitable. Elle a également ajouté que la musique n'avait pas toujours été à l'ordre du jour, mais avait décidé de faire un essai après avoir remporté le Project Fame sponsorisé par MTN. Après avoir teint ses cheveux en rouge et opté pour la crête iroquoise, les gens ont commencé à la percevoir comme la gentille fille qui a mal tourné. Dans une entrevue publiée sur le site internet du Daily Independent, Chidinma rassure pourtant qu'elle est restée la même. Elle a également souligné qu'elle était en constante évolution en tant qu'artiste.

## Carrière musicale

### Fame Project
Avant d'auditionner pour la troisième édition du Project Fame West Africa, elle avait toujours rêvé de participer à cette émission de télé-réalité qui existe depuis 2008. Avec l'aide et le soutien d'un ami très proche, Chidinma quitte sa maison à Ikorodu et s'en va à Ultima Studios, la salle de spectacle pour les auditions de 2010 à Lagos. Elle est parmi les 8000 participants environ à tenter l'aventure cette année-là. Aux côtés de 17 autres concurrents, elle intègre la phase finale de la compétition. Pendant 10 semaines, Chidinma et ses concurrents ont été coachés par des professionnels de la musique: coachs vocaux, conférenciers inspirants, musiciens confirmés et prestataires de services dans le domaine musical. En outre, les participants devaient apprendre des chorégraphies et de nouveaux exercices. Le 26 septembre 2010, Chidinma remporte la compétition et par la même occasion plusieurs prix, dont 2,5 millions ₦ (Naira), une voiture de marque Toyota RAV4 année 2011, et un contrat de production d'album. En Mai 2013, Chidinma signe un contrat de sponsoring avec MTN Nigeria.

### 2011-2012:Chidinma
Dès la fin du projet commun avec les autres finalistes de la saison 3 du Project Fame West Africa, Chidinma commence à travailler sur son premier album studio qu'elle choisit d'appeler Chidinma. La sortie de l'album est fixé au dernier trimestre de l'année 2011. Lors d'une brève présentation de l'album, Chidinma avoue qu'elle y a mis beaucoup d'énergie. La jeune femme a travaillé avec différents producteurs pour ce premier album studio parmi lesquels Cobhams Asuquo, Tee-Y Mélange, WazBeat et Oscar Heman Ackah. Le 22 février 2011, elle sort les singles Jankoliko featuring Sound Sultan, et Carry You Go. Les deux chansons ont été écrites et produites par Oscar Heman Ackah. Dans une interview publiée sur le site web de Weekly Trust, Chidinma a affirmé qu'elle était heureuse de l'accueil positif qu'elle a reçu après la sortie de la chanson. Elle a ajouté qu'elle continuait de travailler dur pour s'améliorer. Le clip vidéo de Jankoliko réalisé par Clarence Peters a été publié le 4 juin 2011; il dure 3 minutes et 33 secondes. le 11 octobre 2011, Chidinma sort Kedike en tant que troisième single de l'album. La chanson dont le titre se traduit par «battement de cœur» a été produit par Cobhams Asuquo. La vidéo de la chanson Kedike réalisée par Clarence Peters est mise en ligne le 24 janvier 2012 . Dammy Krane, un artiste signé à Hypertek Digital de 2face Idibia, joue le rôle de l'amoureux de Chidinma dans le clip vidéo. Dans une interview accordée à Entertainment Rave, Chidinma déclare que Kedike est une chanson qui parle d'amour. Le mot Kedike est une invention de ses producteurs et elle. Le 11 octobre 2011, elle a également publié Run Dia Mouth, le quatrième single de l'album.

### 2013–présent:album à Venir
Chidinma a commencé l’enregistrement de son album à venir durant le dernier trimestre 2012. Le 14 septembre 2012, elle sort le premier single ‘’Emi Ni Baller’’ featuring Tha Suspect et Illbliss du même label qu’elle. La chanson produite par Legendury Beatz atteint la 7e place de la liste Vanguard des 10 meilleures chansons de l’année 2013. Le 22 février 2013, Chidinma et sa maison d’enregistrement publient le remix de la chanson Emi Ni baller avec en guest star Wizkid. La chanson est également produite par Legendury Beatz. Le 12 juin de la même année, Capital Dreams Pictures publie la vidéo de Emi No Baller. La vidéo a été filmée et réalisée au Royaume-Uni par Clarence Peters. Le 10 juin 2013, Chidinma publie également Bless My Hustle avec Kite et Jolly comme des singles de l’album à venir.
Le 14 septembre 2013, Chidinma sort Oh Baby. Le remix de Oh Baby, mettant en vedette Flavour, a été publié le 29 janvier 2014. Les deux chansons ont été produites par de Young D. Le 2 Mai 2014, Chidinma sort le clip vidéo de Oh Baby (you & I). Il a été réalisé par Clarence Peters et les stars Ngozi Nwosu et OC Ukeje.

### Performances notables
Chidinma s'est produite sur scène avec Dr SID à l'occasion des 10 Concerts de MTN Power, une tournée de 10 villes organisée par MTN Nigeria à l'occasion de son 10e anniversaire. La tournée a débuté à Makurdi, le 9 septembre 2011. Chidinma fait partie des artistes invités au Hennessy Artistry Club Tour de 2013 avec en tête d'affiche D'banj,. Le 3 novembre 2013, elle se produit au Guinness World of More Concert aux côtés de P-Square, D'banj, Wizkid, Ice Prince, Burna Boy, Olamide, Phyno, Waje, Davido et Tiwa Savage, entre autres. Le 9 novembre 2013, Chidinma monte sur scène avec Blackstreet au Butterscotch Evening Experience. Le 14 février 2014, elle a effectué le MTN Valentine Rave Party aux côtés de Tiwa Savage, Mario et Sound Sultan. Chidinma s'est produite dans plusieurs pays à travers l'Afrique, y compris La République du Bénin, Sierra Leone, Côte d'Ivoire, Kenya, Cameroun, Guinée Équatoriale, Niger et Ghana.
Elle a aussi joué au cinéma l'un des rôles principaux du film The Bridge de Kunle Afolayan en 2017.

## Les réalisations et les influences musicales
En 2012, Chidinma a remporté le prix de la meilleure artiste féminine en Afrique de l'Ouest lors des Kora Awards. Son prix lui a été remis par Didier Drogba. Elle a devancé Omawumi et cinq autres artistes. Après avoir remporté le prix, Chidinma a déclaré: « C'était un immense honneur pour moi. Je suis reconnaissante à Dieu, à mes fans et à tous ceux qui ont participé à mon succès. Gagner ce Kora est une grande réussite pour moi et je sais que ce n'est que le début, d'autres belles choses arrivent »,. Chidinma a cité Michael Jackson, Bob Marley, Alicia Keys, Whitney Houston, Mariah Carey, Fela Kuti, Omawumi, Onyeka Onwenu, Lagbaja et Darey Art Alade comme ses plus grandes influences musicales,.

## Vie personnelle

### L'accusation de sextape
En novembre 2013, une sextape devenue virale d'une jeune femme ressemblant fortement à Chidinma fait surface sur internet. Beaucoup de gens étaient convaincus que Chidinma était la fille de la sextape. Lors de l'émission Sunday Beats, Chidinma a démenti l'accusation. Elle a avoué s'être mal sentie quand elle a d'abord entendu parler de l'histoire. Dans une longue interview avec Nonye Ben-Nwankwo, Chidinma a débattu du scandale de la sextape. Elle a affirmé que, même si le nombre de ses fans avait augmenté après l'incident, elle s'était sentie dévastée. Elle a également remercié ses fans pour leur soutien pendant cette histoire. En 2021, l'artiste se convertit en donnant sa vie à Jésus Christ et sort par la suite une chanson gospel : Jéhovah overdo, en collaboration avec les  artistes de eezeconcept( Mercy chinwo, Judikay et Gucc).

## Prix et nominations
| Année | Cérémonie                         | Prix                                                    | Lauréat                                            | Résultat   | Ref    |
| ----- | --------------------------------- | ------------------------------------------------------- | -------------------------------------------------- | ---------- | ------ |
| 2014  | City People Entertainment Awards  | Artiste féminine de l'année                             | Herself                                            | Nomination | [ 37 ] |
| 2014  | City People Entertainment Awards  | Meilleure collaboration de l'année                      | Oh! Baby (You & I) (featuring Flavour N'abania)    | Nomination | [ 37 ] |
| 2014  | 2014 Nigeria Entertainment Awards | Meilleur artiste Pop/R&B de l'année                     | Elle-même                                          | Nomination | [ 38 ] |
| 2014  | 2014 Nigeria Entertainment Awards | Artiste féminine de l'année                             | Elle-même                                          | Nomination | [ 38 ] |
| 2014  | 2014 Nigeria Entertainment Awards | Meilleur vidéogramme de l'année (Artiste & Réalisateur) | Oh! Baby (You & I) (featuring Flavour N'abania)    | Nomination | [ 38 ] |
| 2014  | 2014 Nigeria Entertainment Awards | Meilleure collaboration                                 | Oh! Baby (You & I) (featuring Flavour N'abania)    | Nomination | [ 38 ] |
| 2014  | African Muzik Magazine Awards     | Meilleure artiste féminine en Afrique de l'Ouest        | Herself                                            | Nomination | [ 39 ] |
| 2014  | MTV Africa Music Awards 2014      | Meilleure artiste féminine                              | Herself                                            | Nomination | [ 40 ] |
| 2013  | The Headies                       | Meilleure collaboration                                 | Emi Ni Baller (featuring Tha Suspect and IllBliss) | Nomination | [ 41 ] |
| 2013  | Nigeria Music Video Awards (NMVA) | Video de l'année                                        | Emi Ni Baller (featuring Tha Suspect and IllBliss) | Nomination | [ 42 ] |
| 2013  | Nigeria Music Video Awards (NMVA) | Meilleure Video Extra Pop                               | Emi Ni Baller (featuring Tha Suspect and IllBliss) | Lauréat    | [ 42 ] |
| 2013  | Nigeria Music Video Awards (NMVA) | Meilleure Video Afro Hip Hop                            | "I Am Sorry" (IllBliss featuring Chidinma)         | Nomination | [ 42 ] |
| 2013  | Channel O Music Video Awards      | Meilleur talent Afrique de l'Ouest                      | Emi Ni Baller (featuring Tha Suspect and IllBliss) | Nomination | [ 43 ] |
| 2013  | Nigeria Entertainment Awards      | Meilleure collaboration                                 | Emi Ni Baller (featuring Tha Suspect and IllBliss) | Nomination | [ 44 ] |
| 2013  | City People Entertainment Awards  | Artiste féminine de l'année                             | Elle-même                                          | Nomination | [ 45 ] |
| 2012  | The Headies                       | Meilleure performance vocale féminine                   | Kedike                                             | Nomination | [ 46 ] |
| 2012  | Nigeria Music Video Awards (NMVA) | Meilleur Afro Pop                                       | Kedike                                             | Nomination | [ 47 ] |
| 2012  | Nigeria Music Video Awards (NMVA) | Meilleur concept local                                  | Kedike                                             | Nomination | [ 47 ] |
| 2012  | Nigeria Entertainment Awards      | Révélation de l'année                                   | Elle-même                                          | Nomination | [ 48 ] |
| 2012  | Nigeria Entertainment Awards      | Meilleur artiste Pop/R&B de l'année                     | Elle-même                                          | Nomination | [ 48 ] |
| 2012  | Kora Awards                       | Meilleure performance féminine Afrique de l'Ouest       | Kedike                                             | Lauréat    | [ 49 ] |

## Discographie

### Albums Studio
| Titre    | Album | Notes |
| -------- | --- | --- |
| Chidinma | - Sortie: 2012 - Étiquette:Capital Hill Records - Format: CD, téléchargement numérique - Producteurs: Cobhams Asuquo, Oscar Héman Ackah | \| No \| Titre \| Durée \| \| --- \| ------------------------------------------------- \| ----- \| \| 1. \| I'm in Luv \| 4:12 \| \| 2. \| Jankoliko (featuring Sound Sultan) \| 3:36 \| \| 3. \| Kedike \| 3:55 \| \| 4. \| Run Dia Mouth \| 3:55 \| \| 5. \| Be Myself (featuring Suspect) \| 3:49 \| \| 6. \| Carry You Go \| 3:52 \| \| 7. \| Direction \| 5:20 \| \| 8. \| Kedike (Remix) (featuring Olamide) \| 3:58 \| \| 9. \| Run Dia Mouth (Remix) (featuring Muna and Blaise) \| 4:14 \| \| 10. \| Winner (featuring Project Fame 3 All Stars) \| 4:54 \| \| 11. \| Make My World Go Round \| 3:01 \| |
| No       | Titre | Durée |
| 1.       | I'm in Luv | 4:12 |
| 2.       | Jankoliko (featuring Sound Sultan) | 3:36 |
| 3.       | Kedike | 3:55 |
| 4.       | Run Dia Mouth | 3:55 |
| 5.       | Be Myself (featuring Suspect) | 3:49 |
| 6.       | Carry You Go | 3:52 |
| 7.       | Direction | 5:20 |
| 8.       | Kedike (Remix) (featuring Olamide) | 3:58 |
| 9.       | Run Dia Mouth (Remix) (featuring Muna and Blaise)                                                                                       | 4:14 |
| 10.      | Winner (featuring Project Fame 3 All Stars)                                                                                             | 4:54 |
| 11.      | Make My World Go Round | 3:01 |

### Singles
| En tant qu'artiste principale |                                                                                |                      |
| Année                         | Titre                                                                          | Album                |
| 2011                          | I Am A Winner (with MTN Project Fame All Stars)                                | NC                   |
| 2011                          | Jankoliko (featuring Sound Sultan)                                             | Chidinma             |
| 2011                          | Carry You Go                                                                   | Chidinma             |
| 2011                          | Kedike                                                                         | Chidinma             |
| 2011                          | Run Dia Mouth                                                                  | Chidinma             |
| 2012                          | Emi Ni Baller (featuring Tha Suspect and iLLBliss)                             | TBA                  |
| 2013                          | Emi Ni Baller (Remix) (featuring WizKid)                                       | TBA                  |
| 2013                          | Bless My Hustle (featuring Phyno)                                              | TBA                  |
| 2013                          | Kite                                                                           | TBA                  |
| 2013                          | Jolly                                                                          | TBA                  |
| 2013                          | Oh Baby                                                                        | TBA                  |
| 2013                          | Sweet Like Shuga (with Flavour, KCee, Sound Sultan, and Professor)             | NC                   |
| 2013                          | Capital Krismas (with Tha Suspect, iLLBliss, Tesh Carter, and Clarence Peters) | Non-album single     |
| 2014                          | Oh Baby (You & I) (featuring Flavour)                                          | TBA                  |
| 2014                          | Kuli Kache                                                                     | TBA                  |
| 2014                          | Martha                                                                         |                      |
| En tant qu'artiste invitée    |                                                                                |                      |
| Année                         | Titre                                                                          | Album                |
| 2012                          | In The Air (Tesh Carter featuring Chidinma)                                    | TBA                  |
| 2013                          | One Kain Love (Mystro featuring Chidinma)                                      | TBA                  |
| 2013                          | Oga DJ (Mr 2kay featuring Chidinma)                                            | TBA                  |
| 2013                          | Only Human (Silvastone featuring Chidinma)                                     | TBA                  |
| 2013                          | Suddenly (Monica Ogah featuring Chidinma)                                      | Sometime in August   |
| 2013                          | Powerful (iLLBliss featuring Chidinma)                                         | TBA                  |
| 2013                          | I Am Sorry (iLLBliss featuring Chidinma)                                       | Oga Boss             |
| 2013                          | Ije Love (Dubie featuring Chidinma)                                            | Dubie                |
| 2013                          | Doxology (Mike Aremu featuring Chidinma)                                       | Coat of Many Colours |
| 2014                          | Odunayo (Creddy-F featuring Chidinma and Phyno)                                | TBA                  |
| 2014                          | Sweet Potato (Praiz featuring Chidinma)                                        | Rich and Famous      |
| 2014                          | Our Voices (DaSuki featuring Chidinma)                                         | TBA                  |
| 2015                          | ''All I Want Is You'' (Banky W featuring Chidinma)                             | TBA                  |
| Vidéos                        |                                                                                |                      |
| Année                         | Titre                                                                          | Réalisateur(s)       |
| 2011                          | I Am A Winner (with MTN Project Fame All Stars)                                | Bayo Alawiye         |
| 2011                          | Jankoliko (featuring Sound Sultan)                                             | Clarence Peters      |
| 2012                          | Kedike                                                                         | Clarence Peters      |
| 2012                          | In The Air (Tesh Carter featuring Chidinma)                                    | Clarence Peters      |
| 2013                          | Only Human (Silvastone featuring Chidinma)                                     | Clarence Peters      |
| 2013                          | Emi Ni Baller (featuring Tha Suspect and iLLBliss)                             | Clarence Peters      |
| 2013                          | One Kain Love (Mystro featuring Chidinma)                                      | Clarence Peters      |
| 2013                          | I Am Sorry (iLLBliss featuring Chidinma)                                       | Clarence Peters      |
| 2013                          | Sweet Like Shuga(with Flavour, KCee, Sound Sultan, and Professor)              | Clarence Peters      |
| 2013                          | Oh Baby (You & I) (featuring Flavour)                                          | Clarence Peters      |